# Recuperação de rios

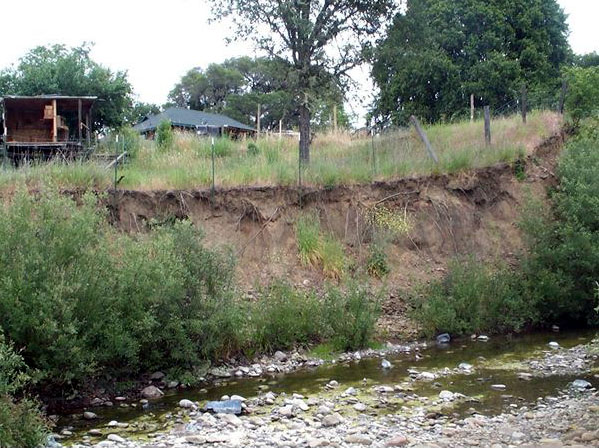
Robinson Creek em Boonville, Califórnia, tinha as margens do ribeiro altamente erodidas antes do início de um projeto de restauração do ribeiro.

A recuperação de rios, também referida por requalificação, revitalização, ou renaturalização de rios, é um trabalho realizado para melhorar a saúde ambiental de um rio ou de um curso de água, em apoio à biodiversidade, ao lazer, ao controle de enchentes e/ou ao desenvolvimento paisagístico.
As abordagens de restauração de cursos de água podem ser divididas em duas grandes categorias: restauração baseada na forma, que se baseia em intervenções físicas num curso de água para melhorar as suas condições; e restauração baseada no processo, que defende a restauração de processos hidrológicos e geomorfológicos (como o transporte de sedimentos ou a conetividade entre o canal e a planície de inundação). para garantir a resiliência e a saúde ecológica de um curso de água.
As técnicas de restauro baseadas na forma incluem defletores; vãos transversais; açudes, piscinas em degraus e outras estruturas de controlo do grau de inclinação; barragens de troncos artificiais; métodos de estabilização das margens e outros esforços de reconfiguração do canal. Estes induzem mudanças imediatas num curso de água, mas por vezes não atingem os efeitos desejados se a degradação tiver origem numa escala mais alargada. O restauro baseado em processos inclui o restabelecimento da conectividade lateral ou longitudinal dos fluxos de água e sedimentos e a limitação das intervenções num corredor definido com base na hidrologia e geomorfologia do ribeiro. Os efeitos benéficos dos projetos de restauro baseados em processos podem, por vezes, demorar algum tempo a fazer-se sentir, uma vez que as alterações no curso de água ocorrerão a um ritmo que depende da dinâmica do curso de água.
Apesar do número significativo de projetos de restauração de cursos de água em todo o mundo, a eficácia da restauração de cursos de água continua a ser pouco quantificada, em parte devido a uma monitorização insuficiente. No entanto, em resposta à crescente sensibilização para as questões ambientais, os requisitos de recuperação de cursos de água são cada vez mais adoptados na legislação em diferentes partes do mundo.

## Definição, objetivos e popularidade
A recuperação de cursos de água ou de rios, é um conjunto de actividades que visam melhorar a saúde ambiental de um rio ou de um curso de água, estas atividades visam repor os rios e córregos no seu estado original ou num estado de referência, em prol da biodiversidade, do lazer, da gestão das inundações, do desenvolvimento paisagístico ou de uma combinação destes fenômenos. A recuperação de cursos de água está geralmente associada à recuperação ambiental e à recuperação ecológica. Nesse sentido, a recuperação de cursos de água difere de:
- Engenharia fluvial, termo que normalmente se refere a alterações físicas de uma massa de água, para fins que incluem a navegação, o controlo de cheias ou o desvio do abastecimento de água e que não estão necessariamente relacionados com a restauração ecológica;
- Recuperação de vias navegáveis, termo utilizado no Reino Unido para descrever as alterações efectuadas num canal ou num rio para melhorar a navegabilidade e as comodidades recreativas conexas.

A melhoria da saúde dos cursos de água pode ser indicada pela expansão do habitat para diversas espécies (por exemplo, peixes, insetos aquáticos, outros animais selvagens) e pela redução da erosão das margens, embora a erosão das margens seja cada vez mais reconhecida como contribuindo para a saúde ecológica dos cursos de água.
Os melhoramentos podem também incluir a melhoria da qualidade da água (isto é, redução dos níveis de poluentes e aumento dos níveis de oxigénio dissolvido) e a obtenção de um sistema de cursos de água auto-sustentável e resistente que não necessite de intervenção humana periódica, como a dragagem ou a construção de estruturas de controlo de cheias ou de erosão. Os projetos de recuperação de cursos de água podem também aumentar o valor das propriedades nas zonas adjacentes.
Nas últimas décadas, a recuperação de cursos de água surgiu como uma disciplina importante no domínio da gestão dos recursos hídricos, devido à degradação de muitos ecossistemas aquáticos e ribeirinhos relacionada com as actividades humanas.
Somente nos Estados Unidos, estimava-se, no início da década de 2000, que eram gastos mais de mil milhões de dólares por ano na recuperação de rios e que tinham sido realizados cerca de 40 mil projetos de recuperação na parte continental do país.

## Abordagens e técnicas de restauro

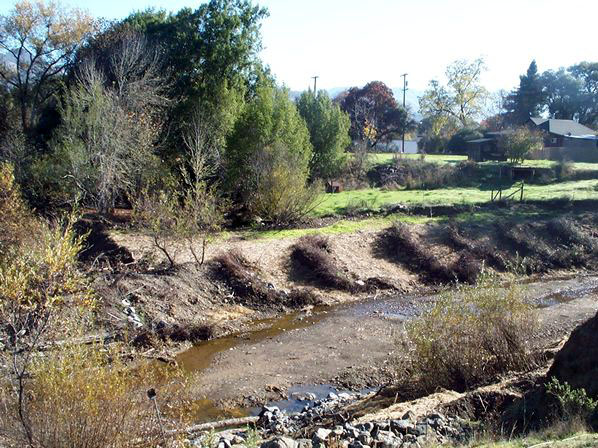
O projeto de restauração de Robinson Creek (2005) incluiu a remodelação das encostas das margens do córrego, adição de salgueiros vivos e grandes defletores de rocha, remoção de espécies invasoras e revegetação com espécies nativas.

As actividades de recuperação de cursos de água podem variar desde a simples melhoria ou remoção de uma estrutura que inibe as funções naturais do curso de água (por exemplo, reparação ou substituição de um bueiro ou remoção de barreiras à passagem de peixes, como açudes), até à estabilização das margens do curso de água ou outras intervenções, como a recuperação de zonas ribeirinhas ou a instalação de instalações de gestão de águas pluviais, como zonas húmidas construídas.
A utilização de água reciclada para aumentar os caudais dos cursos de água que se esgotaram em resultado de actividades humanas pode também ser considerada uma forma de recuperação de cursos de água. Quando existentes, as eclusas de navegação podem funcionar como escada de peixes para restabelecer, em certa medida, a passagem de peixes para uma vasta gama de peixes, incluindo os que nadam mal.
Os projetos de recuperação de cursos de água começam normalmente com uma avaliação de um sistema de curso de água focal, incluindo dados climáticos, geologia, hidrologia da bacia hidrográfica, hidráulica do curso de água, padrões de transporte de sedimentos, geometria do canal, mobilidade histórica do canal e registos de cheias.
Existem numerosos sistemas para classificar os cursos de água de acordo com a sua geomorfologia. Esta avaliação preliminar ajuda a compreender a dinâmica do curso de água e a determinar a causa da degradação observada a tratar; também pode ser utilizada para determinar o estado-alvo para o trabalho de restauro pretendido, especialmente porque o estado "natural" ou não perturbado já não é, por vezes, alcançável devido a vários condições.
Nas últimas décadas, foram definidas duas abordagens gerais à recuperação de cursos de água: a recuperação baseada na forma e a recuperação baseada no processo. Enquanto a primeira se centra na recuperação de elementos estruturais e/ou padrões considerados característicos do sistema de cursos de água alvo, a segunda baseia-se na recuperação de processos hidrológicos e geomorfológicos (como o transporte de sedimentos ou a conectividade entre o canal e a planície de inundação) para garantir a resiliência e a saúde ecológica de um curso de água.

### Restauração baseada na forma
A restauração de riachos com base na forma promove a modificação de um canal de riacho para melhorar suas condições. Os resultados almejados podem incluir a melhoria da qualidade da água, o aprimoramento do habitat e da abundância de peixes, bem como o aumento da estabilidade das margens e do canal. Essa abordagem é amplamente utilizada em todo o mundo e é apoiada por vários órgãos governamentais, incluindo a Agência de Proteção Ambiental dos Estados Unidos (U.S. EPA).
Os projetos de restauração baseados em formas podem ser realizados em várias escalas, inclusive na escala de alcance. Eles podem incluir medidas como a instalação de estruturas no córrego, estabilização de margens e esforços mais significativos de reconfiguração do canal. O trabalho de reconfiguração pode se concentrar na forma do canal (em termos de sinuosidade e características do meandro), na seção transversal ou no perfil do canal (inclinação ao longo do leito do canal). Essas alterações afetam a dissipação de energia em um canal, o que afeta a velocidade e a turbulência do fluxo, as elevações da superfície da água, o transporte de sedimentos e a erosão, entre outras características.

#### Instalação de estruturas em fluxo

##### Defletores
Os defletores são, em geral, estruturas de madeira ou de rocha instaladas na ponta de uma margem e que se estendem em direção ao centro de um córrego, a fim de concentrar o fluxo do córrego longe de suas margens. Eles podem limitar a erosão das margens e gerar condições de fluxo variáveis em termos de profundidade e velocidade, o que pode afetar positivamente o habitat dos peixes.

##### Palhetas cruzadas e estruturas relacionadas

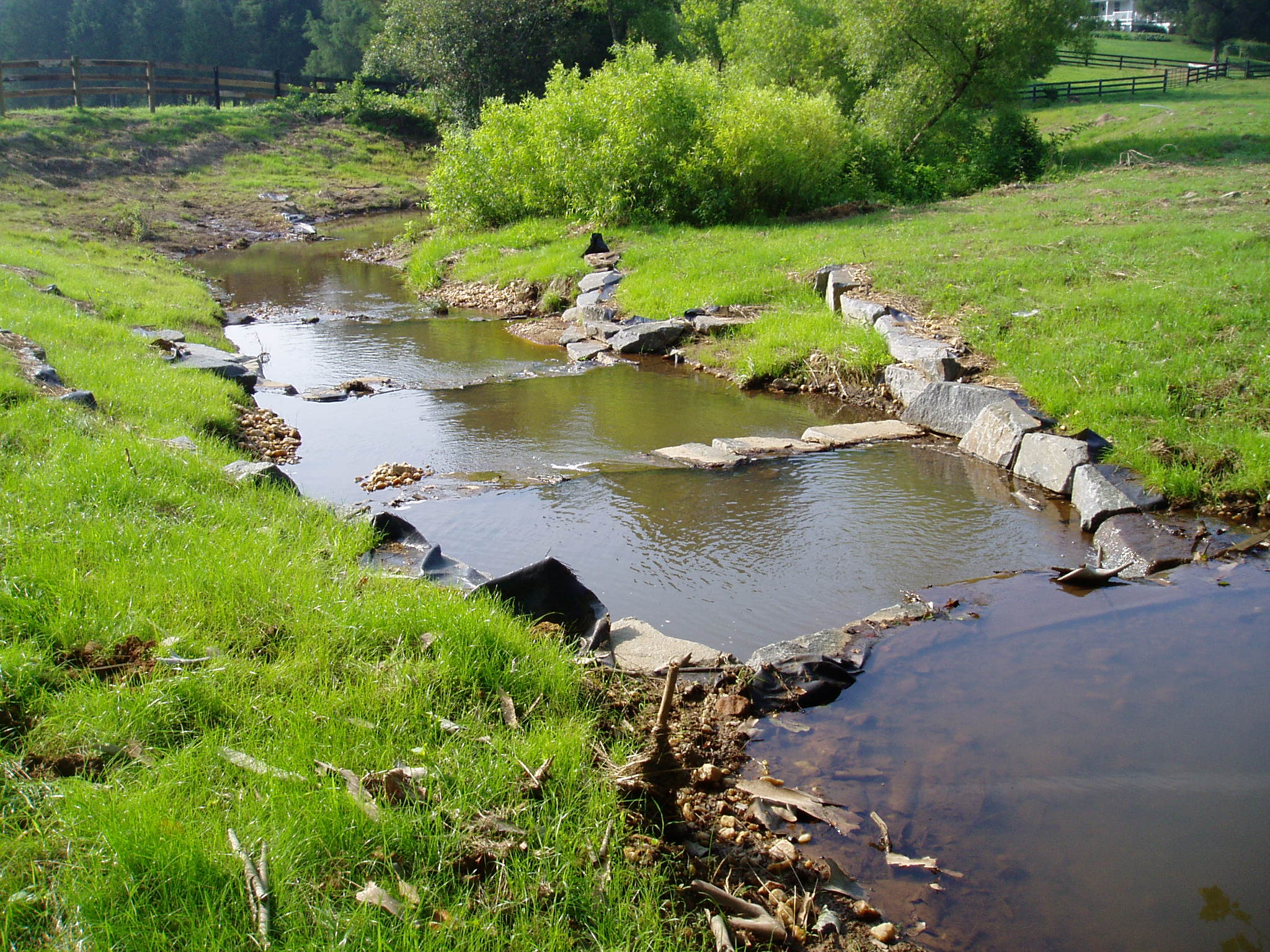
Palhetas transversais

As palhetas cruzadas são estruturas em forma de "U" feitas de pedras ou troncos, construídas ao longo do canal para concentrar o fluxo de água no centro do canal e, assim, reduzir a erosão das margens. Elas não afetam a capacidade do canal e proporcionam outros benefícios, como a melhoria do habitat de espécies aquáticas. Estruturas semelhantes usadas para dissipar a energia do fluxo incluem os açudes em W e as palhetas em J-Hook.

##### Açudes, piscinas de degraus e estruturas de controle de nível

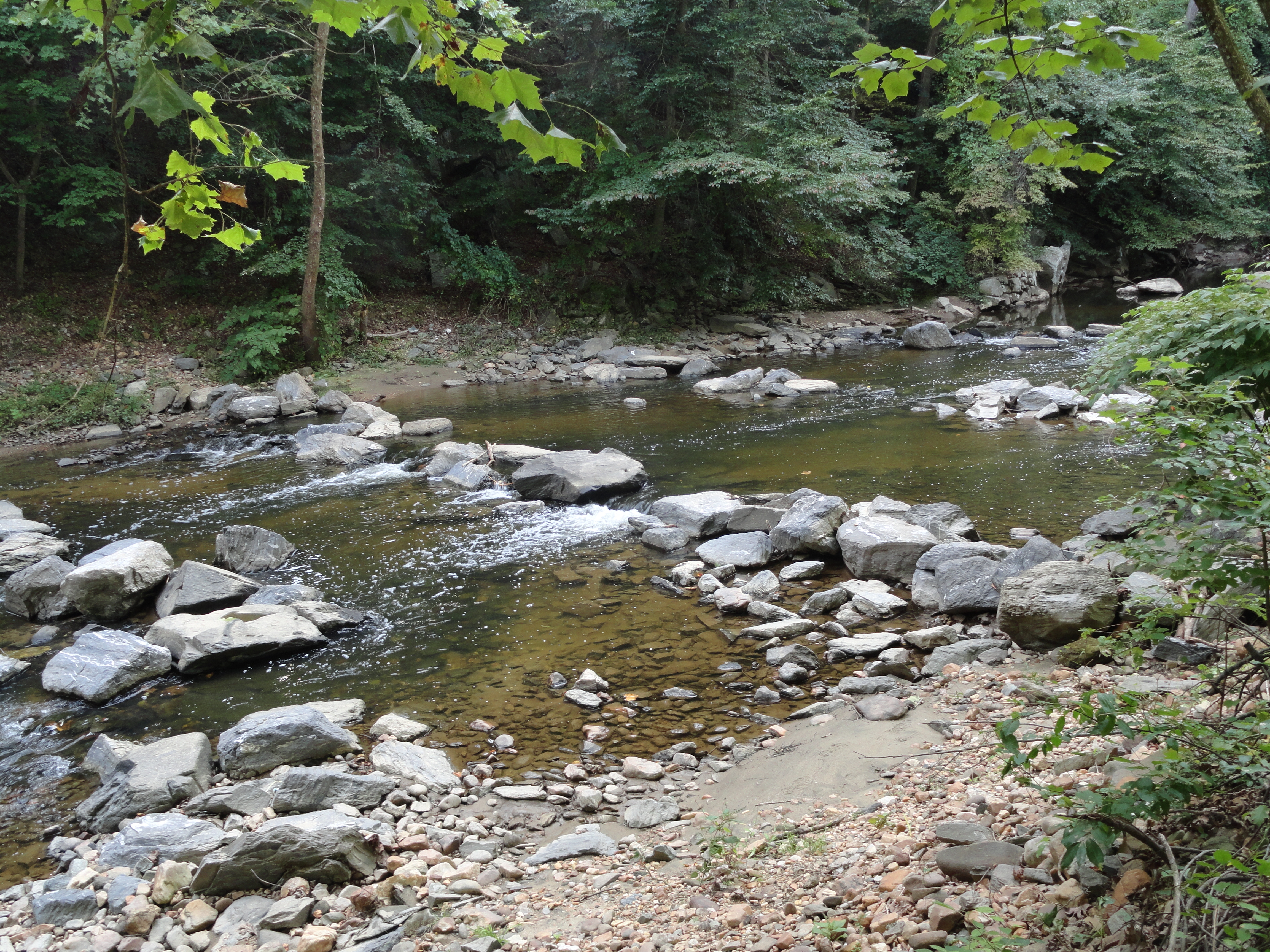
Piscinas de pedra instaladas em Rock Creek, Washington, DC As piscinas elevam o nível da água e permitem que os peixes nadem sobre um cano de esgoto parcialmente submerso que cruza o riacho.

Essas estruturas, que podem ser construídas com pedras ou madeira (troncos ou detritos lenhosos), diminuem gradualmente a elevação do córrego e dissipam a energia do fluxo, reduzindo assim a velocidade do fluxo. Eles podem ajudar a limitar a degradação do leito. Eles geram acúmulo de água a montante e condições de fluxo rápido a jusante, o que pode melhorar o habitat dos peixes. No entanto, podem limitar a passagem de peixes se forem muito altos.

##### Engarrafamento proposital de troncos de árvores
Uma técnica emergente de restauração de fluxo é o engarrafamento de toras em um rio. Devido à canalização e à remoção de barragens de castores e detritos lenhosos, muitos riachos não têm a complexidade hidráulica necessária para manter a estabilização das margens e habitats aquáticos saudáveis.
A reintrodução de grandes detritos lenhosos nos córregos é um método que está sendo experimentado em córregos como Lagunitas Creek, no condado de Marin, Califórnia, e Thornton Creek, em Seattle, Washington.
Os represamentos de troncos acrescentam diversidade ao fluxo de água, criando riachos, piscinas e variações de temperatura. As grandes peças de madeira, vivas e mortas, desempenham um papel importante na estabilidade de longo prazo dos diques de madeira projetados. No entanto, os pedaços individuais de madeira nos diques de madeira raramente são estáveis por longos períodos e são naturalmente transportados rio abaixo, onde podem ficar presos em outros diques de madeira, em outras características do córrego ou em infraestruturas humanas, o que pode gerar incômodos para o uso humano.

#### Estabilização de margens
A estabilização das margens é um objetivo comum dos projetos de restauração de córregos, embora a erosão das margens seja geralmente vista como favorável à sustentabilidade e à diversidade dos habitats aquáticos e ribeirinhos. Essa técnica pode ser empregada quando a extensão de um córrego é altamente confinada ou quando a infraestrutura está ameaçada.
A estabilização de margens é obtida por meio da instalação de enrocamento, gabiões ou pelo uso de métodos de revegetação e/ou bioengenharia, que se baseiam no uso de plantas vivas para construir estruturas de estabilização de margens. À medida que novas plantas brotam dos galhos vivos, as raízes ancoram o solo e evitam a erosão. Isso torna as estruturas de bioengenharia mais naturais e mais adaptáveis às condições em evolução do que as estruturas de engenharia "rígidas". As estruturas de bioengenharia incluem fascines, colchões de arbustos, camadas de arbustos e geogrelhas com vegetação.

#### Outras técnicas de reconfiguração de canal
A reconfiguração do canal envolve a modificação física do córrego. Dependendo da escala de um projeto, a seção transversal de um canal pode ser modificada e meandros podem ser construídos por meio de terraplenagem para atingir a morfologia desejada do córrego. Nos EUA, esse trabalho é frequentemente baseado no Natural Channel Design (NCD), um método desenvolvido na década de 1990. Esse método envolve uma classificação do córrego a ser restaurado com base em parâmetros como padrão e geometria do canal, topografia, declive e material do leito. Essa classificação é seguida por uma fase de projeto baseada no método NCD, que inclui 8 fases e 40 etapas. O método se baseia na construção da morfologia desejada e em sua estabilização com materiais naturais, como pedras e vegetação, para limitar a erosão e a mobilidade do canal.

#### Críticas à restauração baseada na forma
Apesar de sua popularidade, a restauração baseada na forma tem sido criticada pela comunidade científica. As críticas comuns são que a escala em que a restauração baseada na forma é geralmente muito menor do que as escalas espaciais e temporais dos processos que causam os problemas observados e que o estado-alvo é frequentemente influenciado pela concepção social de como um córrego deve ser e não necessariamente leva em conta o contexto geomorfológico do córrego (por exemplo, rios sinuosos tendem a ser vistos como mais "naturais" e mais bonitos, enquanto as condições locais às vezes favorecem outros padrões, como rios entrelaçados).
Inúmeras críticas também foram dirigidas ao método NCD por geomorfólogos fluviais, que afirmam que o método é uma abordagem de "livro de receitas", às vezes usada por profissionais que não têm conhecimento suficiente de geomorfologia fluvial, resultando em fracassos de projetos. Outra crítica é a importância dada à estabilidade do canal no método NCD (e em alguns outros métodos de restauração baseados em formas), o que pode limitar a dinâmica aluvial dos córregos e sua adaptabilidade às condições em evolução.
O método NCD tem sido criticado por sua aplicação inadequada na área de Washington, D.C., em córregos e áreas úmidas de ordem pequena, de florestas internas e de nascente, levando à perda de ecossistemas florestais naturais.

### Restauração baseada em processo
Ao contrário da restauração baseada na forma, que consiste em melhorar as condições de um córrego modificando sua estrutura, a restauração baseada no processo concentra-se na restauração dos processos hidrológicos e geomorfológicos (ou funções) que contribuem para a dinâmica aluvial e ecológica do córrego. Esse tipo de restauração de córregos ganhou popularidade desde meados da década de 1990, como uma abordagem mais centrada no ecossistema.
A restauração baseada em processos inclui a restauração da conectividade lateral (entre o córrego e sua planície de inundação), da conectividade longitudinal (ao longo do córrego) e dos fluxos de água e/ou sedimentos, que podem ser afetados por barragens hidrelétricas, estruturas de controle de nível, estruturas de controle de erosão e estruturas de proteção contra inundações.
O restabelecimento do assoalho do vale simboliza a restauração baseada em processos, preenchendo o canal do rio e permitindo que o córrego esculpa seu canal anatomizado novamente, correspondendo ao "Estágio Zero" no Modelo de Evolução do Córrego. Em geral, a restauração baseada em processos visa a maximizar a resiliência do sistema e minimizar os requisitos de manutenção.
Em alguns casos, os métodos de restauração baseados em formas podem ser combinados com a restauração baseada em processos para restaurar estruturas importantes e obter resultados mais rápidos enquanto se espera que os processos restaurados garantam condições adequadas a longo prazo.

#### Melhorando a conectividade
A conectividade dos córregos com a planície de inundação adjacente ao longo de toda a sua extensão desempenha um papel importante no equilíbrio do sistema fluvial. Os cursos d'água são moldados pelos fluxos de água e sedimentos de sua bacia hidrográfica, e qualquer alteração desses fluxos (em quantidade, intensidade ou tempo) resultará em mudanças na forma de plano de equilíbrio e na geometria da seção transversal, bem como em modificações do ecossistema aquático e ribeirinho.
A remoção ou modificação de diques pode permitir uma melhor conexão entre os córregos e sua planície de inundação. Da mesma forma, a remoção de barragens e estruturas de controle de nível pode restaurar os fluxos de água e sedimentos e resultar em habitats mais diversificados, embora os impactos sobre as comunidades de peixes possam ser difíceis de avaliar.
Nos córregos em que as infraestruturas existentes não podem ser removidas ou modificadas, também é possível otimizar o gerenciamento de sedimentos e água para maximizar a conectividade e alcançar padrões de fluxo que garantam os requisitos mínimos do ecossistema. Isso pode incluir liberações de represas, mas também atrasar e/ou tratar a água de fontes agrícolas e urbanas.

#### Implementando uma largura mínima de corredor de fluxo
Outro método para garantir a saúde ecológica dos córregos e, ao mesmo tempo, limitar os impactos na infraestrutura humana é delinear um corredor dentro do qual se espera que o córrego migre ao longo do tempo. Esse método baseia-se no conceito de intervenção mínima dentro desse corredor, cujos limites devem ser determinados com base na hidrologia e na geomorfologia do córrego. Embora esse conceito seja frequentemente restrito à mobilidade lateral dos córregos (relacionada à erosão das margens), alguns sistemas também integram o espaço necessário para inundações de vários períodos de retorno.
Esse conceito foi desenvolvido e adaptado em vários países do mundo, resultando na noção de "stream corridor" ou "river corridor" nos EUA, "rijkswaterstaat" nos Países Baixos, "espace de liberté" na França e em Quebec, "espace réservé aux eaux" na Suíça, "fascia di pertinenza fluviale" na Itália, "fluvial territory" na Espanha e "making space for water" no Reino Unido.
Uma análise de custo-benefício mostrou que essa abordagem pode ser benéfica a longo prazo devido à redução dos custos de estabilização e manutenção dos córregos, à redução dos danos causados por erosão e inundações e aos serviços ecológicos fornecidos pelos córregos restaurados. No entanto, essa abordagem não pode ser implementada sozinha se os estressores em escala de bacia hidrográfica contribuírem para a degradação do curso d'água.

### Práticas adicionais

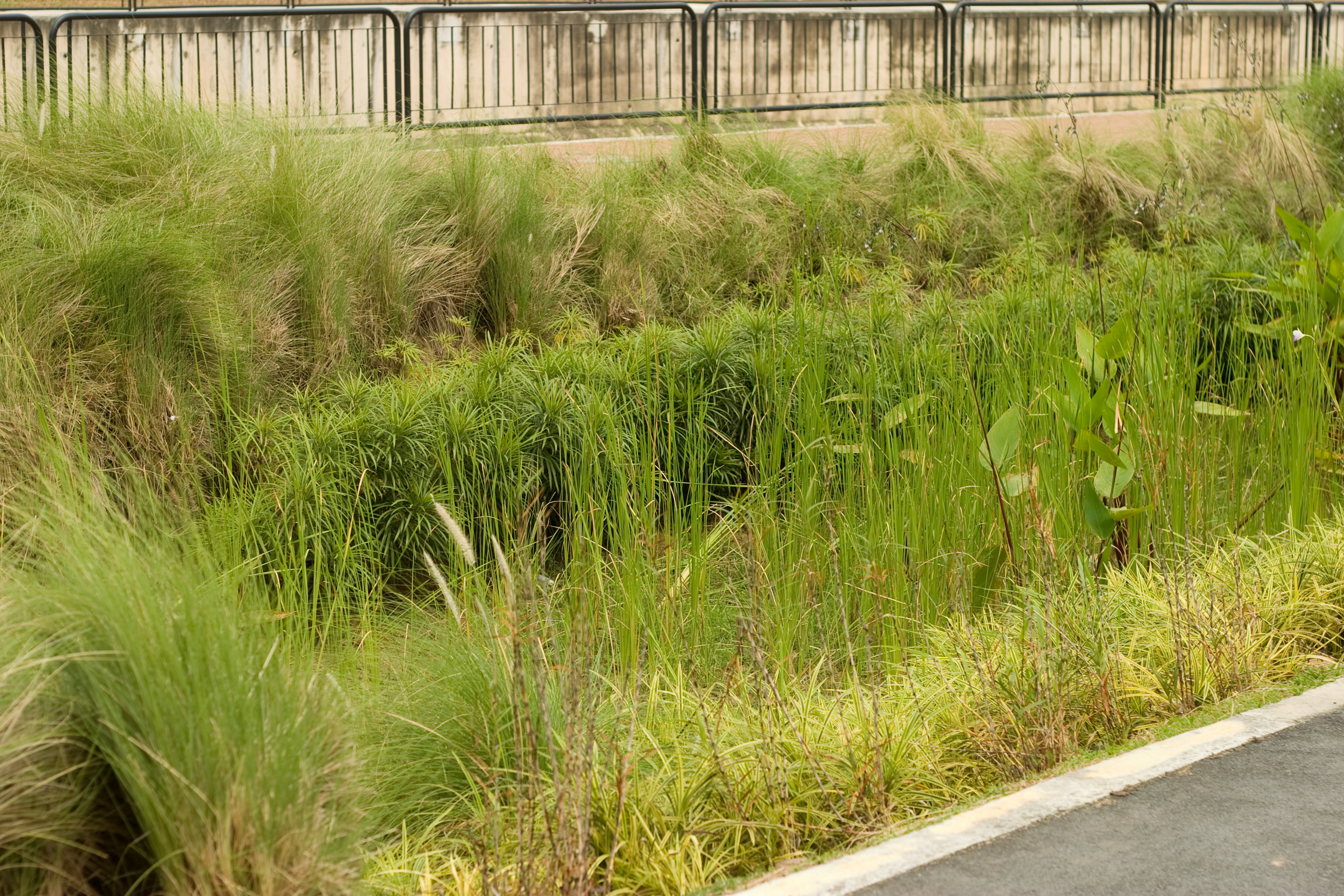
Um jardim de chuva em Singapura

Além das abordagens e dos métodos de restauração mencionados anteriormente, medidas adicionais podem ser implementadas se os fatores de degradação do córrego ocorrerem na escala da bacia hidrográfica. Primeiro, as áreas de alta qualidade também devem ser protegidas. As medidas adicionais incluem esforços de reflorestamento (de preferência com espécies nativas); a adoção de melhores práticas de gestão agrícola que minimizem a erosão e o escoamento; o tratamento adequado da água de esgoto e do despejo industrial em toda a bacia hidrográfica; e a melhoria da gestão de águas pluviais para retardar/minimizar o transporte de água para o córrego e minimizar a migração de poluentes.
As instalações alternativas de gerenciamento de águas pluviais incluem as seguintes opções:
- Sistemas de biorretenção e jardins de chuva
- Áreas úmidas construídas
- Bacias de infiltração
- Bacias de retenção

## Eficácia dos projetos de restauração de córregos
Na década de 2000, um estudo sobre os esforços de restauração de córregos nos EUA levou à criação do banco de dados National River Restoration Science Synthesis (NRRSS), que incluía informações sobre mais de 35.000 projetos de restauração de córregos realizados nos EUA.
No entanto, apesar do grande número de projetos de restauração de córregos realizados a cada ano em todo o mundo, a eficácia dos projetos de restauração de córregos continua sendo pouco quantificada. Essa situação parece ser resultado de dados limitados sobre os contextos biofísicos e geoquímicos dos córregos restaurados, do trabalho insuficiente de pós-monitoramento e das diferentes métricas usadas para avaliar a eficácia do projeto.
Dependendo dos objetivos do projeto de restauração, as metas (restauração das populações de peixes, da dinâmica aluvial, etc.) podem levar um tempo considerável para serem totalmente alcançadas. Portanto, considerando que os esforços de monitoramento devem ser proporcionais à escala da situação a ser abordada, muitas vezes é necessário um longo prazo para avaliar completamente a eficácia de um projeto.
Em geral, descobriu-se que a eficácia do projeto depende da seleção de um método de restauração adequado, considerando a natureza, a causa e a escala do problema de degradação. Dessa forma, os projetos de escala de alcance geralmente falham na restauração de condições cuja causa principal está na escala da bacia hidrográfica, como problemas de qualidade da água.
Além disso, os fracassos dos projetos às vezes são atribuídos a projetos baseados em bases científicas insuficientes; em alguns casos, as técnicas de restauração podem ter sido selecionadas principalmente por motivos estéticos.
Outros fatores que podem influenciar a eficácia dos projetos de restauração de rios incluem a seleção dos locais a serem restaurados (por exemplo, locais localizados próximos a trechos não perturbados poderiam ser recolonizados com mais eficácia) e a quantidade de corte de árvores e outros trabalhos destrutivos necessários para realizar o trabalho de restauração (que podem ter efeitos prejudiciais duradouros sobre a qualidade do habitat).
Embora muitas vezes seja visto como um desafio, o envolvimento do público é geralmente considerado um fator positivo para o sucesso de longo prazo dos projetos de restauração de córregos.

## Introdução na legislação
A restauração de cursos d'água está sendo gradualmente introduzida na estrutura legislativa de vários países. Os exemplos incluem o compromisso da estrutura europeia de água com a restauração de corpos d'água superficiais, a adoção do conceito de espaço livre na legislação francesa, a inclusão na legislação suíça da noção de espaço reservado para cursos d'água e da exigência de restaurar os córregos a um estado próximo ao natural, e a inclusão de corredores fluviais no planejamento do uso da terra nos estados americanos de Vermont e Washington. Embora essa evolução seja geralmente vista de forma positiva pela comunidade científica, uma preocupação expressa por alguns é que ela poderia levar a menos flexibilidade e menos espaço para inovação em um campo que ainda está em desenvolvimento.

## Recursos informativos
O River Restoration Centre, sediado na Universidade de Cranfield, é responsável pelo National River Restoration Inventory (Inventário Nacional de Restauração de Rios), que é usado para documentar as melhores práticas em esforços de restauração, melhoria e gerenciamento de cursos d'água e planícies de inundação no Reino Unido. Outras fontes estabelecidas de informações sobre restauração de cursos d'água incluem o NRRSS nos EUA e o European Centre for River Restoration (ECRR), que contém detalhes de projetos em toda a Europa. O ECRR e o projeto LIFE+ RESTORE desenvolveram um inventário baseado em wiki de estudos de caso de restauração de rios.